# (22694) Tyndall
(22694) Tyndall ist ein Asteroid des Hauptgürtels, der am 26. August 1998 vom belgischen Astronomen Eric Walter Elst am La-Silla-Observatorium (IAU-Code 809) der Europäischen Südsternwarte in Chile entdeckt wurde.
Der Asteroid wurde am 1. Juni 2007 nach dem britischen Physiker John Tyndall (1820–1893) benannt, der die Bewegung von Gletschern erforschte und bei seinen Untersuchungen der Lichtstreuung den nach ihm benannten Tyndall-Effekt entdeckte.